# Lijst van voetbalinterlands Ghana - Guinee
Deze lijst van voetbalinterlands is een overzicht van alle officiële voetbalwedstrijden tussen de nationale teams van Ghana en Guinee. De landen hebben tot op heden achttien keer tegen elkaar gespeeld. De eerste ontmoeting was een groepswedstrijd tijdens de Afrika Cup 1970 op 3 maart 1976 in Wad Madani (Soedan). Het laatste duel, een kwartfinale tijdens de Afrika Cup 2015, werd gespeeld op 1 februari 2015 in Mongomo (Equatoriaal-Guinea).

## Wedstrijden
| №  | Plaats      | Datum            | Competitie                   | Wedstrijd      | Uitslag |
| -- | ----------- | ---------------- | ---------------------------- | -------------- | ------- |
| 1  | Wad Madani  | 11 februari 1970 | Afrika Cup 1970              | Ghana − Guinee | 1 − 1   |
| 2  | Lagos       | 14 januari 1973  | Afrikaanse Spelen 1973       | Guinee − Ghana | 2 − 1   |
| 3  | Accra       | 10 oktober 1976  | WK 1978 kwalificatie         | Ghana − Guinee | 2 − 1   |
| 4  | Conakry     | 31 oktober 1976  | WK 1978 kwalificatie         | Guinee − Ghana | 2 − 1   |
| 5  | Lomé        | 16 januari 1977  | WK 1978 kwalificatie         | Guinee − Ghana | 2 − 0   |
| 6  | Ibadan      | 13 maart 1980    | Afrika Cup 1980              | Ghana − Guinee | 1 − 0   |
| 7  | Yaoundé     | 7 mei 1982       | Vriendschappelijk            | Ghana − Guinee | 0 − 0   |
| 8  | Conakry     | 1 februari 1984  | Vriendschappelijk            | Guinee − Ghana | 0 − 1   |
| 9  | Accra       | 31 maart 1985    | Afrika Cup 1986 kwalificatie | Ghana − Guinee | 1 − 1   |
| 10 | Conakry     | 14 april 1985    | Afrika Cup 1986 kwalificatie | Guinee − Ghana | 1 − 4   |
| 11 | Paynesville | 26 november 1989 | Vriendschappelijk            | Guinee − Ghana | 1 − 1   |
| 12 | Freetown    | 30 november 1993 | Vriendschappelijk            | Ghana − Guinee | 1 − 0   |
| 13 | Sousse      | 27 maart 1994    | Afrika Cup 1994              | Ghana − Guinee | 1 − 0   |
| 14 | Accra       | 20 januari 2008  | Afrika Cup 2008              | Ghana − Guinee | 2 − 1   |
| 15 | Franceville | 1 februari 2012  | Afrika Cup 2012              | Ghana − Guinee | 1 − 1   |
| 16 | Casablanca  | 11 oktober 2014  | Afrika Cup 2015 kwalificatie | Guinee − Ghana | 1 − 1   |
| 17 | Tamale      | 15 oktober 2014  | Afrika Cup 2015 kwalificatie | Ghana − Guinee | 3 − 1   |
| 18 | Mongomo     | 1 februari 2015  | Afrika Cup 2015              | Ghana − Guinee | 3 − 0   |

## Samenvatting
| Competitie              | Totaal gespeeld | Winst Ghana | Gelijk | Winst Guinee | Doelsaldo Ghana – Guinee |
| ----------------------- | --------------- | ----------- | ------ | ------------ | ------------------------ |
| WK-kwalificatie         | 3               | 1           | 0      | 2            | 3 − 5                    |
| Afrika Cup              | 6               | 4           | 2      | 0            | 9 − 3                    |
| Afrika Cup-kwalificatie | 4               | 2           | 2      | 0            | 9 − 4                    |
| Afrikaanse Spelen       | 1               | 0           | 0      | 1            | 1 − 2                    |
| Vriendschappelijk       | 4               | 2           | 2      | 0            | 3 − 1                    |
| Totaal                  | 18              | 9           | 6      | 3            | 25 − 15                  |

GFA · A-internationals · Selecties ·  Bondscoaches · Ghanees vrouwenelftal · Ghana U21 · Ghana U20 · Ghana U19 · Ghana U18 · Ghana U17
1950 – 1959 ·
1960 – 1969 ·
1970 – 1979 ·
1980 – 1989 ·
1990 – 1999 ·
2000 – 2009 ·
2010 – 2019 ·
2020 − 2029
WK 2006 ·
WK 2010 · 
WK 2014
OS 1964 · 
OS 1968 · 
OS 1972 · 
OS 1976 · 
OS 1992 · 
OS 1996 ·
OS 2004
1950 · 
1951 · 
1952 · 
1953 · 
1954 · 
1955 · 
1956 · 
1957 · 
1958 · 
1959 · 
1960 · 
1961 · 
1962 · 
1963 · 
1964 · 
1965 · 
1966 · 
1967 · 
1968 · 
1969 · 
1970 · 
1971 · 
1972 · 
1973 · 
1974 · 
1975 · 
1976 · 
1977 · 
1978 · 
1979 · 
1980 · 
1981 · 
1982 · 
1983 · 
1984 · 
1985 · 
1986 · 
1987 · 
1988 · 
1989 · 
1990 · 
1991 · 
1992 · 
1993 · 
1994 · 
1995 · 
1996 · 
1997 · 
1998 · 
1999 · 
2000 · 
2001 · 
2002 · 
2003 · 
2004 · 
2005 · 
2006 · 
2007 · 
2008 · 
2009 · 
2010 · 
2011 · 
2012 · 
2013 ·
2014 ·
2015 ·
2016 ·
2017 ·
2018 ·
2019 ·
2020 ·
2021 ·
2022 ·
2023
Algerije ·
Angola ·
Argentinië ·
Australië ·
Benin ·
Bosnië en Herzegovina ·
Botswana ·
Brazilië ·
Burkina Faso ·
Burundi ·
Canada ·
Centraal-Afrikaanse Republiek ·
Chili ·
China ·
Comoren ·
Congo-Brazzaville ·
Congo-Kinshasa ·
Cuba ·
DDR ·
Denemarken ·
Duitsland ·
Egypte ·
Engeland ·
Equatoriaal-Guinea ·
Eritrea ·
Ethiopië ·
Gabon ·
Gambia ·
Griekenland ·
Guinee ·
Guinee-Bissau ·
IJsland ·
India ·
Indonesië ·
Irak ·
Iran ·
Italië ·
Ivoorkust ·
Jamaica ·
Japan ·
Joegoslavië ·
Kaapverdië ·
Kameroen ·
Kenia ·
Lesotho ·
Letland ·
Liberia ·
Libië ·
Madagaskar ·
Malawi ·
Maleisië ·
Mali ·
Marokko ·
Mauritius ·
Mexico ·
Montenegro · 
Mozambique ·
Namibië ·
Nederland ·
Nicaragua ·
Nieuw-Zeeland ·
Niger ·
Nigeria ·
Noorwegen ·
Oeganda ·
Oostenrijk ·
Portugal ·
Qatar ·
Rusland ·
Rwanda ·
Saoedi-Arabië ·
Sao Tomé en Principe ·
Senegal ·
Servië ·
Sierra Leone ·
Singapore ·
Slovenië ·
Soedan ·
Somalië ·
Swaziland ·
Tanzania ·
Thailand ·
Togo ·
Tsjaad ·
Tsjechië ·
Tunesië ·
Turkije ·
Uruguay ·
Verenigde Staten ·
Zambia ·
Zimbabwe ·
Zuid-Afrika ·
Zuid-Korea ·
Zwitserland
Brazilië (2006) · 
Duitsland (2014) ·
Italië (2006) · 
Ivoorkust (2015) · 
Portugal (2014) ·
Servië (2010) · 
Tsjechië (2006) · 
Verenigde Staten (2006) · 
Verenigde Staten (2014)
FGF · A-internationals · Guinees vrouwenelftal
1960-1969 ·
1970-1979 ·
1980-1989 ·
1990-1999 ·
2000-2009 ·
2010-2019 ·
2020-2029
AC 1970 ·
AC 1974 ·
AC 1976 ·
AC 1980 ·
AC 1994 ·
AC 1998 ·
AC 2004 ·
AC 2006 ·
AC 2008 ·
AC 2012
1962 ·
1963 ·
1964 ·
1965 ·
1966 ·
1967 ·
1968 ·
1969 ·
1970 ·
1971 ·
1972 ·
1973 ·
1974 ·
1975 ·
1976 ·
1977 ·
1978 ·
1979 ·
1980 ·
1981 ·
1982 ·
1983 ·
1984 ·
1985 ·
1986 ·
1987 ·
1988 ·
1989 ·
1990 ·
1991 ·
1992 ·
1993 ·
1994 ·
1995 ·
1996 ·
1997 ·
1998 ·
1999 ·
2000 ·
2001 ·
2002 ·
2003 ·
2004 ·
2005 ·
2006 ·
2007 ·
2008 ·
2009 ·
2010 ·
2011 ·
2012 ·
2013 ·
2014 ·
2015 ·
2016 ·
2017 ·
2018 ·
2019 ·
2020 ·
2021 ·
2022 ·
2023 ·
2024
Algerije ·
Angola ·
Benin ·
Bermuda ·
Botswana ·
Brazilië ·
Burkina Faso ·
Burundi ·
Cambodja ·
Centraal-Afrikaanse Republiek ·
Chili ·
China ·
Comoren ·
Congo-Brazzaville ·
Congo-Kinshasa ·
DDR ·
Egypte ·
Equatoriaal-Guinea ·
Ethiopië ·
Gabon ·
Gambia ·
Ghana ·
Guinee-Bissau ·
Indonesië ·
Irak ·
Iran ·
Ivoorkust ·
Kaapverdië ·
Kameroen ·
Kenia ·
Kosovo ·
Lesotho ·
Liberia ·
Libië ·
Madagaskar ·
Malawi ·
Mali ·
Marokko ·
Mauritanië ·
Mauritius ·
Mozambique ·
Namibië ·
Niger ·
Nigeria ·
Noord-Korea ·
Oeganda ·
Rwanda ·
Senegal ·
Sierra Leone ·
Soedan ·
Somalië ·
Swaziland ·
Tanzania ·
Togo ·
Tsjaad ·
Tunesië ·
Turkije ·
Vanuatu ·
Venezuela ·
Vietnam ·
Zaïre ·
Zambia ·
Zimbabwe ·
Zuid-Afrika ·
Zuid-Jemen